# Zaire i olympiska sommarspelen 1984
Zaire deltog i de olympiska sommarspelen 1984 med en trupp bestående av åtta deltagare, men ingen av landets deltagare erövrade någon medalj.

## Boxning
Flugvikt
- Lutuma Diabateza
  - Första omgången — Förlorade mot José Rodríguez (PUR), 0:5

Lättvikt
- André Kimbu
  - Första omgången — Bye
  - Andra omgången — Förlorade mot Gordon Carew (GUY), 0:5

Lätt weltervikt
- Muenge Kafuanka
  - Första omgången — Förlorade mot Jorge Maysonet (PUR), RSC-1

Weltervikt
- Kitenge Kitangawa
  - Första omgången — Bye
  - Andra omgången — Besegrade Lefa Tsapi (LES), RSC-1
  - Tredje omgången — Förlorade mot Dwight Frazier (JAM), 2:3

Lätt mellanvikt
- Fubulune Inyana
  - Första omgången — Bye
  - Andra omgången — Förlorade mot Elone Lutui (TNG), 1:4

## Friidrott
Herrarnas 5 000 meter
- Masini Situ-Kumbanga
  - Heat — 15:02,52 (→ gick inte vidare)

Herrarnas maraton
- Rumbanza Situ — fullföljde inte (→ ingen placering)